# مارك هوتون
مارك هوتون (3 نوفمبر 1984 - ) (بالإنجليزية: Mark Houghton)‏ هو لاعب كريكت نيوزلندي.